# Переяславська жіноча гімназія
Переяславська жіноча гімназія (рос. Переяславская женская гимназия) — середній загальноосвітній жіночний навчальний заклад, який діяв у 1873—1919 рр. у м. Переяславі. Після встановлення радянської влади гімназія була реорганізована в районну трудову школу, а згодом у середню загальноосвітню школу.

## Історія
Першим міським жіночим освітнім закладом був заснований у 60–х рр. приватний пансіон. Він мав структуру повітового двокласного училища, а його викладачами були вчителі з Переяславського повітового училища. Власницею пансіону була пані Артамонова, і він припинив функціонування після того, як вона залишила місто в 1870 р. Після закриття першого пансіону була спроба створити другий, проте вона виявилася невдалою і він профункціонував лише рік.
Проєкт постійного жіночого навчального закладу підіймався переяславською земською управою ще в 1868 р., проте він не відповідав «Положенню про жіночі училища Міністерства народної освіти» і тому Міністерство освіти повернуло його на доопрацювання. Повітове та земське зібрання, розглянувши відповідь міністерства, вирішили не відкривати училище. Лише за три роки міська дума повернулася до цього питання, і гласний священник Олександр Росинський вніс пропозицію замість училища відкрити трикласну прогімназію, що і трапилось вже наступного року 7 жовтня 1873 р. Кошти на неї пожертвувало земське та міське товариство, і вона одразу стала офіційним жіночим навчальним закладом Міністерства народної освіти. 
У 1892 році прогімназія була перейменована в гімназію та був відкритий додатковий педагогічний клас, випускниці якого мали право викладати в міських і сільських школах.
У 1899 році гімназія змушена була відмовити 30-м дівчатам через брак приміщення. Того ж року був зібраний кошторис у 25 тис. рублів та була виділена ділянка в центрі міста під нову будівлю, зведення якої завершилося в 1905 р.